# Гран-при Бахрейна
Гран-при Бахрейна (араб. جائزة البحرين الكبرى‎, англ. Bahrain Grand Prix) — один из этапов чемпионата мира по автогонкам в классе Формула-1. Впервые гонка прошла 4 апреля 2004 года.
Гран-при Бахрейна был организован при поддержке Gulf Air, национального аэроперевозчика на тот момент 3 стран: государства Бахрейн, эмирата Абу-Даби и султаната Оман (в настоящий момент Gulf Air является национальным перевозчиком исключительно Бахрейна). Гран-при Бахрейна является первым Гран-при в истории Формулы-1, прошедшим на территории Среднего Востока.
Гран-при Бахрейна в сезоне 2006 года открыл чемпионат мира, заменив Гран-при Австралии (в связи с проведением в этот период Игр Содружества 2006 года). В 2010 году гонка также открыла чемпионат мира.
В 2011 году Гран-при Бахрейна был перенесён на более поздний срок, а позднее отменён совсем из-за политической нестабильности и волнений в стране. Возобновлён в 2012 году и проводится ежегодно.

## История
В 2002 году было начато строительство автодрома Сахир. Проект вызвал огромный интерес в Бахрейне. На автодроме планировалось проведение не только этапов Формулы-1, но и соревнований по дрэг-рэйсингу, этапов GT races и Формулы-3.
Впервые Гран-при Бахрейна прошёл в сезоне 2004 года, а первым победителем стал немецкий пилот Михаэль Шумахер.
Накануне сезона 2010 года изменилась конфигурация трассы. Длина круга в гонке 2010 года составила 6299 метров (до этого она была 5412 метров), был добавлен новый отрезок трассы между 4-м и 5-м поворотами.
В начале 2011 года в связи с волнениями в Бахрейне запланированный на 13 марта Гран-при был отменён, однако FIA объявила, что вопрос о проведении Гран-при Бахрейна в 2011 году не закрыт и будет решён в мае. 3 июня всемирный автоспортивный совет FIA принял решение провести Гран-при Бахрейна 30 октября в связи со стабилизацией обстановки в стране. Но Гран-при в том году так и не был проведён.
В 2012 году в Бахрейне появилось граффити против проведения гонки, в связи с нестабильной ситуацией в стране. Вместо буквы «F» в логотипе Формулы-1 был нарисован автомат.

## Победители Гран-при Бахрейна

### Гонщики
| Победы | Гонщик            | Гран-при                     |
| ------ | ----------------- | ---------------------------- |
| 5      | Льюис Хэмилтон    | 2014, 2015, 2019, 2020, 2021 |
| 4      | Себастьян Феттель | 2012, 2013, 2017, 2018       |
| 3      | Фернандо Алонсо   | 2005, 2006, 2010             |
| 2      | Фелипе Масса      | 2007, 2008                   |
| 2      | Макс Ферстаппен   | 2023, 2024                   |
| 1      | Михаэль Шумахер   | 2004                         |
| 1      | Дженсон Баттон    | 2009                         |
| 1      | Нико Росберг      | 2016                         |
| 1      | Шарль Леклер      | 2022                         |
| 1      | Оскар Пиастри     | 2025                         |

### Команды
| Победы | Команда        | Гран-при                                 |
| ------ | -------------- | ---------------------------------------- |
| 7      | Ferrari        | 2004, 2007, 2008, 2010, 2017, 2018, 2022 |
| 6      | Mercedes       | 2014, 2015, 2016, 2019, 2020, 2021       |
| 4      | Red Bull       | 2012, 2013, 2023, 2024                   |
| 2      | Renault        | 2005, 2006                               |
| 1      | Brawn-Mercedes | 2009                                     |
| 1      | McLaren        | 2025                                     |

## По годам
| Год  | Гонщик            | Команда             | Место         | Отчёт         |               |
| ---- | ----------------- | ------------------- | ------------- | ------------- | ------------- |
| 2004 | Михаэль Шумахер   | Ferrari             | Сахир         | Отчёт         |               |
| 2005 | Фернандо Алонсо   | Renault             | Сахир         | Отчёт         |               |
| 2006 | Фернандо Алонсо   | Renault             | Сахир         | Отчёт         |               |
| 2007 | Фелипе Масса      | Ferrari             | Сахир         | Отчёт         |               |
| 2008 | Фелипе Масса      | Ferrari             | Сахир         | Отчёт         |               |
| 2009 | Дженсон Баттон    | Brawn-Mercedes      | Сахир         | Отчёт         |               |
| 2010 | Фернандо Алонсо   | Ferrari             | Сахир         | Отчёт         |               |
| 2011 | Не проводился     | Не проводился       | Не проводился | Не проводился | Не проводился |
| 2012 | Себастьян Феттель | Red Bull-Renault    | Сахир         | Отчёт         |               |
| 2013 | Себастьян Феттель | Red Bull-Renault    | Сахир         | Отчёт         |               |
| 2014 | Льюис Хэмилтон    | Mercedes            | Сахир         | Отчёт         |               |
| 2015 | Льюис Хэмилтон    | Mercedes            | Сахир         | Отчёт         |               |
| 2016 | Нико Росберг      | Mercedes            | Сахир         | Отчёт         |               |
| 2017 | Себастьян Феттель | Ferrari             | Сахир         | Отчёт         |               |
| 2018 | Себастьян Феттель | Ferrari             | Сахир         | Отчёт         |               |
| 2019 | Льюис Хэмилтон    | Mercedes            | Сахир         | Отчёт         |               |
| 2020 | Льюис Хэмилтон    | Mercedes            | Сахир         | Отчёт         |               |
| 2021 | Льюис Хэмилтон    | Mercedes            | Сахир         | Отчёт         |               |
| 2022 | Шарль Леклер      | Ferrari             | Сахир         | Отчёт         |               |
| 2023 | Макс Ферстаппен   | Red Bull-Honda RBPT | Сахир         | Отчёт         |               |
| 2024 | Макс Ферстаппен   | Red Bull-Honda RBPT | Сахир         | Отчёт         |               |
| 2025 | Оскар Пиастри     | McLaren-Mercedes    | Сахир         | Отчёт         |               |